# IK Nord
IK Nord (Idrottsklubben Nord), bildad 1947, är en handbollsklubb från stadsdelen Masthugget i Göteborg. 1950 till 1956 fanns även en fotbollssektion. 1999 slog sig IK Nord samman med IF Nordenhov och satsade på ungdomsverksamhet i Majorna, Masthugget och Landala. Båda föreningarna hade sina rötter från området kring Nordhemsgatan, därav namnen.

## Historia
IK Nord bildades 1947 i en källare i hörnet Nordhemsgatan-Nordenskiöldsgatan av tio killar i 18-årsåldern. De startade det första seniorlaget för herrar 1947, men det dröjde till 1957 innan det första juniorlaget startades. Klubben har inte haft några större meriter på seniorsidan utan har i stället varit en klubb med stor ungdomsverksamhet. På 1960-talet hade IK Nord sin verksamhet i Flatås så när många barnfamiljer flyttade ifrån Olivedal till Flatås kunde klubben ha många ungdomslag. Som mest hade man 23 ungdomslag i början av 1970-talet, men när underlaget minskade lade klubben ner sina ungdomslag.
1999 bestod IK Nord endast av seniorlag och slog ihop sig med IF Nordenhov, som endast hade ungdomsverksamhet. Det innebar att IK Nords verksamhet flyttades till Masthugget och Masthuggshallen. Hallen användes vid den här tiden mestadels av Högsbo Basket, men när de flyttade till en ny hall i Västra Frölunda tog IK Nord över de flesta av tiderna. 2003 hade klubben 20 ungdomslag och fyra seniorlag. Sedan dess har klubben fortsatt sin ungdomsverksamhet med ett silver och ett brons i Partille Cup som största merit.

## Herrar
| Säsong    | Nivå | Division   | Avdelning          | Tabellplacering | Förändringar |
| --------- | ---- | ---------- | ------------------ | --------------- | ------------ |
| 2008/2009 | 4    | Division 2 | Väst               | 6               |              |
| 2009/2010 | 4    | Division 2 | Väst               | 12              | Nedflyttade  |
| 2010/2011 | 5    | Division 3 | Västsvenska västra | 1               | Uppflyttade  |
| 2011/2012 | 4    | Division 2 | Väst               | 4               |              |
| 2012/2013 | 4    | Division 2 | Väst               | 9               |              |
| 2013/2014 | 4    | Division 2 | Väst               | 6               |              |
| 2014/2015 | 4    | Division 2 | Väst               | 13              | Nedflyttade  |
| 2015/2016 | 5    | Division 3 | Västsvenska västra | 10              |              |
| 2016/2017 | 5    | Division 3 | Västsvenska västra | 2               | Uppflyttade  |
| 2017/2018 | 4    | Division 2 | Väst               | 12              | Nedflyttade  |
| 2018/2019 | 5    | Division 3 | Västsvenska västra | 2               |              |
| 2019/2020 | 5    | Division 3 | Västsvenska västra | 5               |              |
| 2020/2021 | 5    | Division 3 | Västsvenska västra | 10              |              |
| 2021/2022 | 5    | Division 3 | Västsvenska västra | 5               |              |
| 2022/2023 | 5    | Division 3 | Västsvenska västra | 4               |              |
| 2023/2024 | 5    | Division 3 | Västsvenska västra | 9               |              |

Säsongen 2020/2021 avbröts på grund av Covid-19-pandemin.